# Sołtyków (Mazovie)
Pour les articles homonymes, voir Sołtyków.
Sołtyków (prononciation : [sɔu̯ˈtɨkuf]) est un village polonais de la gmina de Skaryszew dans le powiat de Radom de la voïvodie de Mazovie dans le centre-est de la Pologne.
Il se situe à environ 7 kilomètres au nord-ouest de Skaryszew (siège de la gmina), 6 kilomètres au sud de Radom (siège de le powiat) et à 97 kilomètres au sud de Varsovie (capitale de la Pologne).

## Histoire
De 1975 à 1998, le village appartenait administrativement à la voïvodie de Radom.